# ليفربول سيتي ريجون
ليفربول سيتي ريجون Liverpool City Region هي سلطة اقتصادية وسياسية في إنجلترا متمركزة في ليفربول. منذ 1 أبريل 2014، أصبحت سلطة منطقة مدينة ليفربول المشتركة هي الهيئة الإدارية العليا للحكم المحلي في منطقة المدينة. من خلال السلطة المدمجة، تجمع المقاطعات الست مسؤولياتها على مجالات السياسة الإستراتيجية مثل التنمية الاقتصادية، والنقل، والتوظيف، والمهارات، والسياحة، والثقافة، والإسكان، والبنية التحتية المادية.